# COGS
Cost Of Goods Sold (ang. – Koszt Wyrobów Sprzedanych, Koszt Własny Sprzedaży). KWS obejmuje wszystkie koszty pośrednie i bezpośrednie związane z wytworzeniem wyrobów sprzedanych.
Używany w kalkulacyjnym rachunku wyników: 
Przychód ze sprzedaży – KWS – Koszty Zarządu – Koszty Sprzedaży = Wynik na działalności operacyjnej.